# Lijst van vlaggen van Finland
Dit is een lijst van vlaggen van Finland.

## Nationale vlag (perFIAV-codering)
|          | Civiele vlag | Staatsvlag | Oorlogsvlag |
| -------- | ------------ | ---------- | ----------- |
| Te land  | · ?          | · ?        | · ?         |
| Te water | · ?          | · ?        | · ?         |

## President
| Vlag | Periode | Functie                 | Beschrijving                                              |
| ---- | ------- | ----------------------- | --------------------------------------------------------- |
|      |         | Presidentiële standaard | Gebaseerd op de militaire vlag, met een geel-blauw kruis. |

## Militaire vlaggen
De oorlogsvlag is reeds in de eerste tabel te vinden.
| Vlag                     | Periode | Functie                  | Beschrijving                                                                        |
| ------------------------ | ------- | ------------------------ | ----------------------------------------------------------------------------------- |
| Vlag van de Finse marine |         | Geus van de Finse marine | Een witte vlag met de Finse leeuw zoals deze op de staatsvlag en oorlogsvlag staat. |

## Vlaggen van etnische en taalkundige minderheden
| Vlag | Periode      | Functie                                                  | Beschrijving                                    |
| ---- | ------------ | -------------------------------------------------------- | ----------------------------------------------- |
|      | 1986 - heden | Vlag van de Samen in Finland, Noorwegen en Zweden.       | Zie het artikel Vlag van de Samen               |
|      | 2007 - heden | Vlag van Tornedal.                                       | Zie het artikel Vlag van Tornedal               |
|      |              | Vlag van de Zweedstalige Finnen (geen officiële status). | Zie het artikel Vlag van de Zweedstalige Finnen |